# Bradornis
Bradornis là một chi chim trong họ Muscicapidae.

## Các loài
- Bradornis pallidus
- Bradornis fuliginosus
- Bradornis ussheri
- Bradornis infuscatus
- Bradornis microrhynchus
- Bradornis mariquensis